# Valva
Valva (SA) là một đô thị (comune) thuộc tỉnh Salerno trong vùng Campania của Ý. Valva (SA) có diện tích 26,21 km2, dân số là 1784 người (thời điểm 2009).